# 迪卡侬

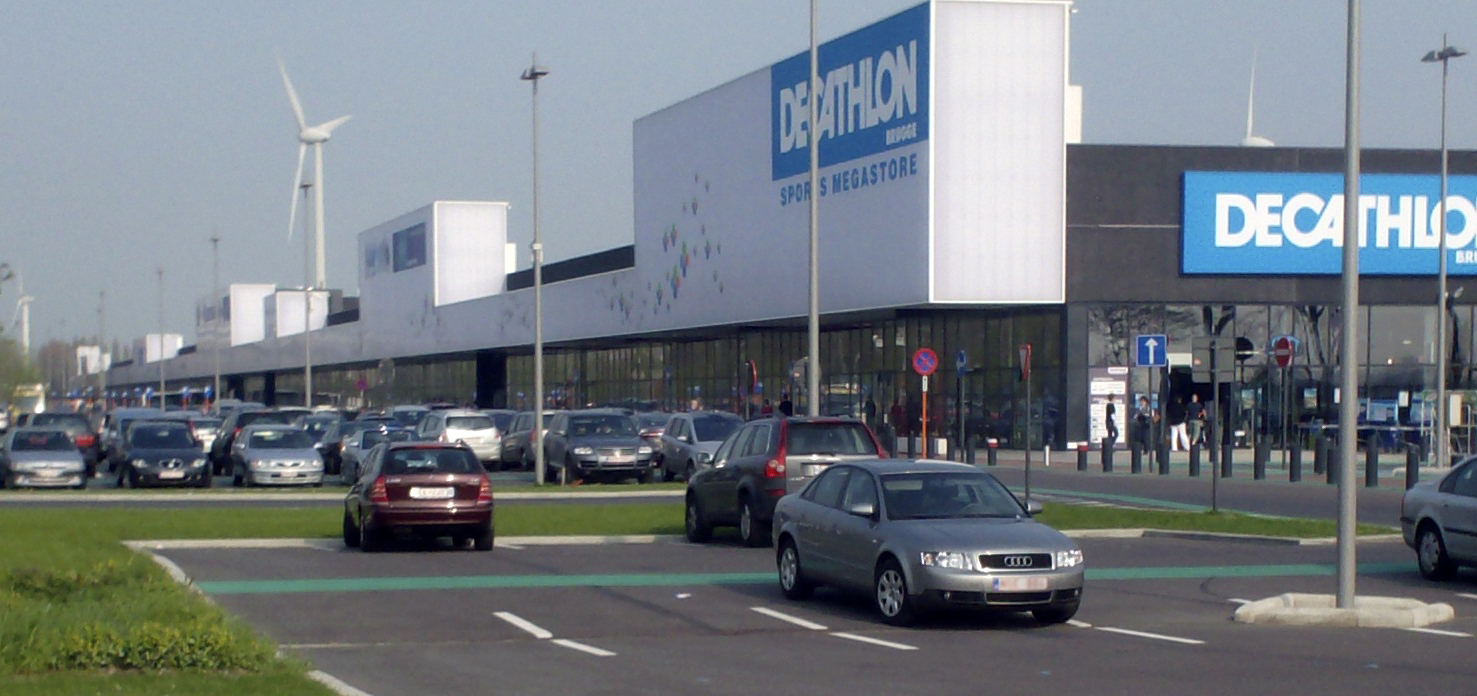
比利時布魯日B-Park

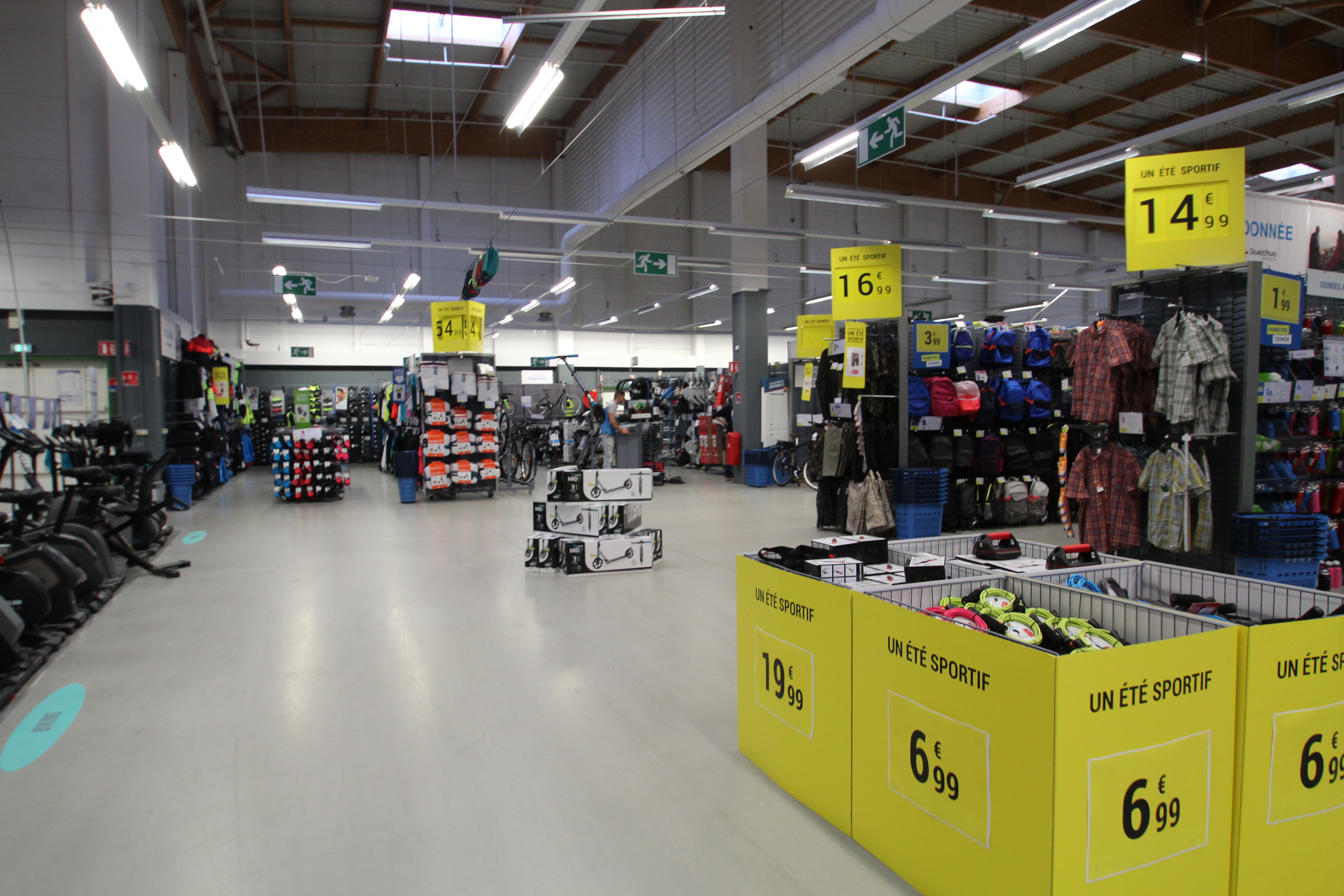
法国法蘭西島奧爾日河畔布雷蒂尼

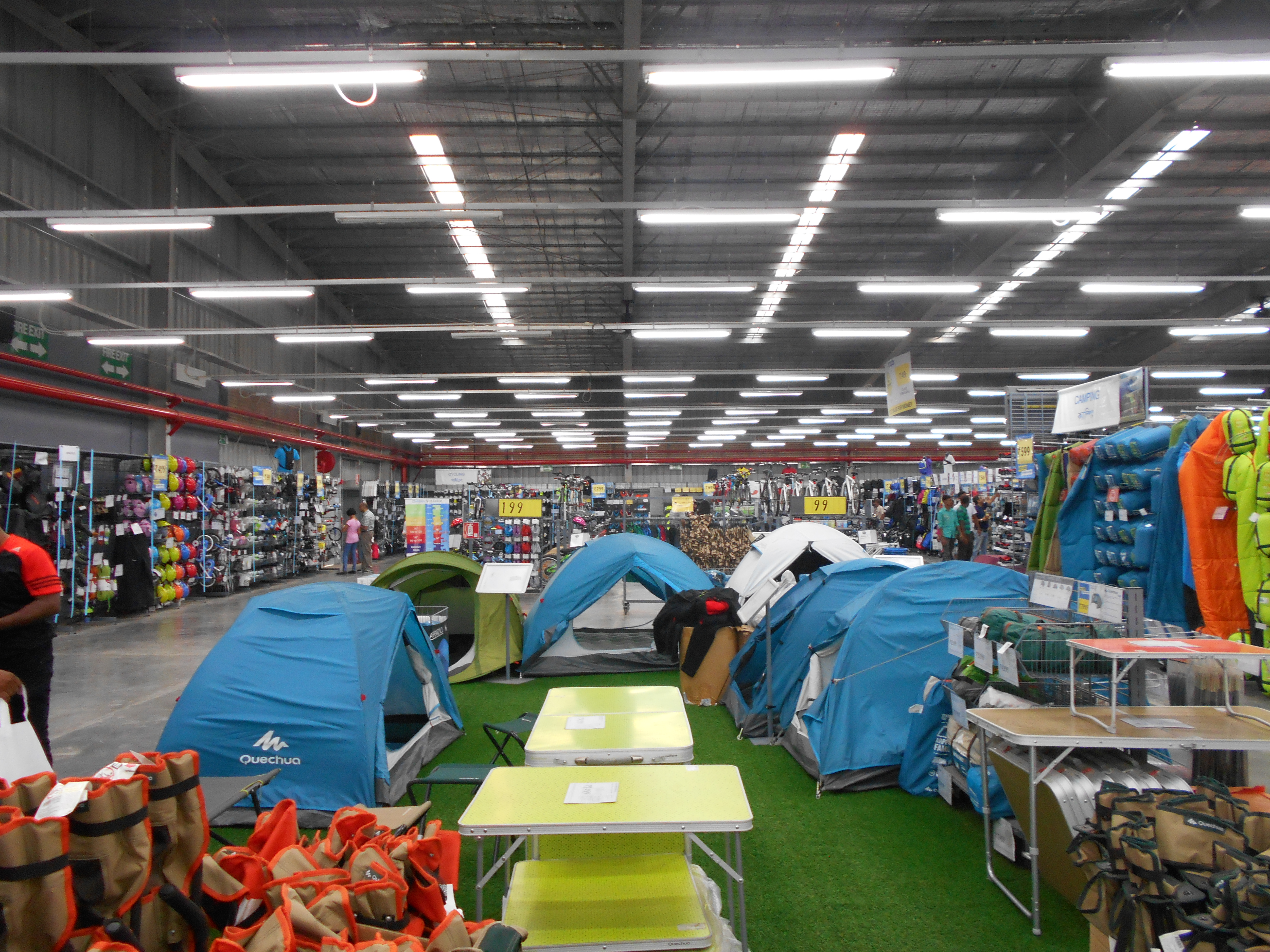
印度豪拉

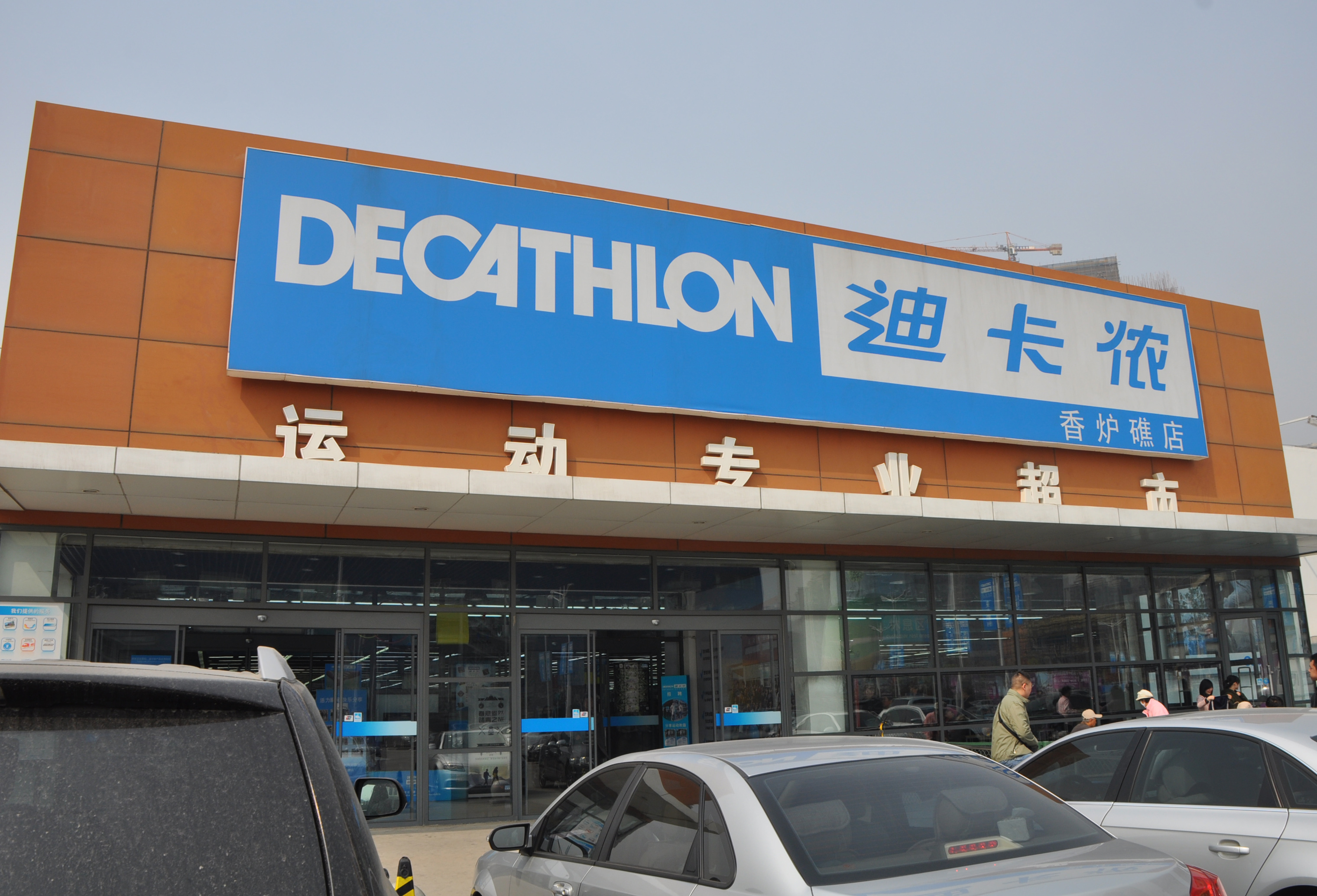
中国辽宁省大连市

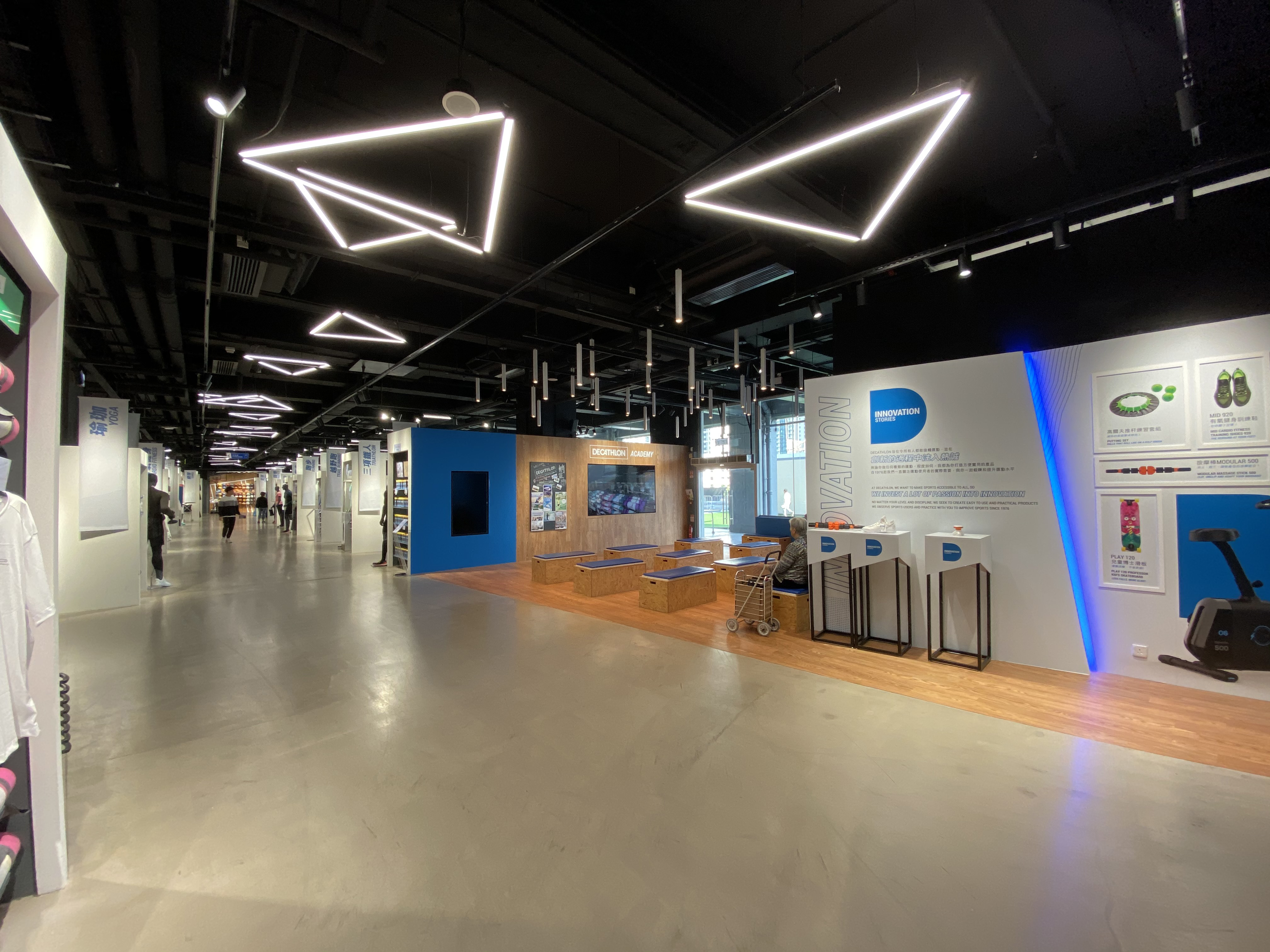
香港新界將軍澳TKO Spot

迪卡侬集团（法語：Decathlon Groupe）是法国大型連鎖體育用品專賣店，由米歇爾·雷勒克（Michel Leclercq）取用比賽十項全能之名于1976年创立。第一家店开在法国里尔附近的小村莊昂格洛（Englos）。
截止至2016年底，迪卡侬集团在全球28个地區开设1176家实体商场，是歐洲最大、全球第二大的體育用品連鎖集團。除了連鎖運動用品店的經營外，迪卡儂集團最大的特色就是擁有豐富的自有品牌產品線，並根據運動類別的不同，分為12種以上不同的品牌。

## 歷史
- 1976年 - 米歇爾·雷勒克（Michel Leclercq）在里尔北郊的恩洛斯（Englos）创立了一家自助式的運動器材與休閒服飾專賣店。
- 1986年 - 成立「迪卡儂製造公司」（Decathlon Production），開始設計與生產自有品牌的產品。同年，法國境外的第一家分店在德國的多特蒙德（Dortmund）開幕。
- 1988年 - 在亞洲成立第一個海外辦公室。
- 1990年 - 在台灣成立採購辦公室。
- 1996年 - 成立台中門市。
- 1996年 - 水中運動器材品牌「Tribord」與登山器材品牌「Quechua」上市，是迪卡儂最早的運動獨立品牌。
- 1999年 - 透過收購美國的運動器材連鎖店New England MVP Sports，正式進軍美國市場（主要是波士頓周邊地區）。並在同年在英國倫敦開設分店。
- 2000年 - 開始生產自行車，於台灣製造。
- 2003年11月5日 - 在上海開設中國大陸第一家分店。
- 2006年9月 - 正式宣布撤出美國市場。
- 2007年 - 營業額達到美金$6,123,000,000。而成為世界上最大的運動用品銷售之品牌。
- 2017年 - 迪卡儂在8月2日於香港旺角雅蘭中心地庫一樓開設首間家分店，佔地25,000呎，同時在銅鑼灣柏寧酒店前線觸覺1樓The Style House開設第二家分店，佔地8000呎。
- 2019年 - 迪卡儂在6月15日於香港將軍澳尚德廣場3樓全層開設第三家分店，總面積高達72,000平方呎，分別有36,000平方呎的室內空間和36,000平方呎戶外部分組成，另外設有50呎LED大型螢幕，成為香港最大的體育用品商店。

## 銷售網
迪卡儂集團在下列地區設有銷售網路：
| - 歐洲 - 比利时 - 法國 - 德國 - 匈牙利 - 意大利 - 荷蘭 - 波蘭 - 葡萄牙 - 俄罗斯 - 西班牙 - 英國 - 瑞典 - 捷克 - 羅馬尼亞 - 克罗地亚 | - 亞洲 - 中國大陆 - 香港 - 台灣 - 印度 - 韓國（電商） - 日本（電商） - 美洲 - 巴西 - 加拿大 - 美国（电商） - 東南亞 - 泰國 - 新加坡 - 馬來西亞 - 越南 - 非洲 - 摩洛哥 - 大洋洲 - 澳大利亚（電商） |

## 品牌
除了母品牌「Decathlon」之外，迪卡儂集團旗下還擁有另外兩種不同的連鎖店，包括主要是設置在市區人口稠密地帶、店面規模比較小的「Decat'」，與廉價運動器材大賣場「Toboggan」。
至於運動器材自有品牌方面，則包含有：
- Quechua - 登山露營器材
- Tribord - 水上運動
- Nabaiji - 游泳
- Domyos - 健身器材
- B'Twin - 自行車運動
- Kalenji - 跑步/田徑
- Kiprun - 跑步
- Kipsta - 團體運動（球類）
- Inesis - 高爾夫球
- Artengo - 球拍類運動（網球、乒乓球、羽毛球等）
- Geologic - 標靶運動
- Fouganza - 馬術
- Aptonia - 按摩用品、健康食品、健身食品
- Geonaute - 運動輔助設備（運動背包、計步器、運動用GPS設備等）
- Oxelo - 滑板、滑板車、直排輪
- Caperlan - 釣魚
- Solognac - 野外求生（打獵）
- Newfeel - 健行走路
- Orao - 太陽眼鏡
- Simond - 攀岩
- Wed'ze - 滑雪